# Hassan Abdel-Fattah
Hassan Abdel-Fattah Mahmoud (Riyad, 17 agosto 1982) è un allenatore di calcio ed ex calciatore giordano di ruolo attaccante.

## Carriera

### Nazionale
Ha esordito in Nazionale nel 2004, vestendone la maglia per 11 anni e divenendone il calciatore più prolifico di tutti i tempi.